# NXT Deadline
NXT Deadline jest wydarzeniem wrestlingu produkowanym corocznie przez WWE, promocję wrestlingu z siedzibą w Connecticut. Założony w 2022 roku, organizowany jest dla brandu rozwijającego się promocji NXT i odbywa się co roku w grudniu. Wydarzenie obejmuje Iron Survivor Challenge zarówno dla mężczyzn, jak i kobiet, czyli pięcioosobowy pojedynek, w którym wrestler próbuje zdobyć jak najwięcej falli przed upływem 25-minutowego limitu czasu, aby zdobyć przyszłą walkę o odpowiednio, NXT Championship i NXT Women’s Championship. Typ walki zadebiutował na gali inauguracyjnej. Deadline zastąpił także NXT WarGames jako grudniowe wydarzenie brandu.

## Historia
15 października 2022 roku amerykańska organizacja wrestlingu WWE złożyła wniosek o zastrzeżenie nazwy „NXT Deadline” dla swojej rozwojowego brandu NXT. Następnie potwierdzono, że wydarzeniem transmitowanym na żywo NXT 10 grudnia tego roku będzie Deadline i zostanie wyemitowane na Peacock w Stanach Zjednoczonych i WWE Network na rynkach międzynarodowych. Wydarzenie to zadebiutowało w WWE typem walki Iron Survivor Challenge, po jednym dla mężczyzn i kobiet. Deadline zastąpił NXT WarGames jako grudniowe wydarzenie brandu, po tym, jak koncepcja WarGames została przeniesiona do głównego rosteru podczas Survivor Series 2022 dla brandów Raw i SmackDown.
28 września 2023 WWE ogłosiło powrót Deadline, ustanawiając tym samym Deadline jako coroczne grudniowe wydarzenie NXT.

## Iron Survivor Challenge
Iron Survivor Challenge to 25-minutowy pojedynek, w którym bierze udział pięciu zapaśników. Walkę rozpoczyna dwóch zapaśników, a co pięć minut wchodzi inny zapaśnik, a piąty i ostatni uczestnik wchodzi po 15 minutach. Celem jest zdobycie jak największej liczby punktów przed upływem czasu. Punkty zdobywa się za zdobycie pinfall, poddanie lub bycie ofiarą dyskwalifikacji. Zapaśnik, który jest przypięty, poddany lub zdyskwalifikowany trafia do pudła kar na 90 sekund. Zapaśnik z największą liczbą punktów po upływie czasu zostaje uznany za zwycięzcę, a w wyniku remisu ci, którzy mają remis, wkraczają w dogrywkę z nagłą śmiercią. Zwycięzcy walk mężczyzn i kobiet otrzymują tytuł Iron Survivor i otrzymują przyszłą walkę odpowiednio o NXT Championship i NXT Women’s Championship.

## Lista gal
| # | Gala                | Data            | Lokalizacja             | Arena                  | Walka wieczoru | Iron Survivor           |
| - | ------------------- | --------------- | ----------------------- | ---------------------- | --- | ----------------------- |
| 1 | NXT Deadline (2022) | 10 grudnia 2022 | Orlando, Floryda        | WWE Performance Center | Bron Breakker (c) vs. Apollo Crews Singles match o NXT Championship | Zeński: Roxanne Perez   |
| 1 | NXT Deadline (2022) | 10 grudnia 2022 | Orlando, Floryda        | WWE Performance Center | Bron Breakker (c) vs. Apollo Crews Singles match o NXT Championship | Męski: Grayson Waller   |
| 2 | NXT Deadline (2023) | 9 grudnia 2023  | Bridgeport, Connecticut | Total Mortgage Arena   | Ilja Dragunov (c) vs. Baron Corbin Singles match o NXT Championship | Zeński: Blair Davenport |
| 2 | NXT Deadline (2023) | 9 grudnia 2023  | Bridgeport, Connecticut | Total Mortgage Arena   | Ilja Dragunov (c) vs. Baron Corbin Singles match o NXT Championship | Męski: Trick Williams   |
| 3 | NXT Deadline (2024) | 7 grudnia 2024  | Minneapolis, Minnesota  | Minneapolis Armory     | Sol Ruca vs. Stephanie Vaquer vs. Zaria vs. Giulia vs. Wren Sinclair Żeński Iron Survivor Challenge o miano pretendentki do NXT Women’s Championship na New Year’s Evil | Zeński: Giulia          |
| 3 | NXT Deadline (2024) | 7 grudnia 2024  | Minneapolis, Minnesota  | Minneapolis Armory     | Sol Ruca vs. Stephanie Vaquer vs. Zaria vs. Giulia vs. Wren Sinclair Żeński Iron Survivor Challenge o miano pretendentki do NXT Women’s Championship na New Year’s Evil | Męski: Oba Femi         |